# أكشن كومكس
أكشن كومكس (بالإنجليزية: Action Comics)‏ هي سلسلة من كتب القصص المصورة الأمريكية والتي ظهر فيها البطل الخارق سوبرمان للمرة الأولى والذي أصبح أحد أكثر شخصيات الأبطال الخارقين شعبية. اسم الناشر الأصلي كان «مطبوعات القصص المصورة الوطنية» ثم أصبح دي سي كومكس. انطلقت السلسلة في سنة 1938. في سنة 2011 بدأت السلسلة بالعدد رقم 1 من جديد واستمر ذلك إلى سنة 2016. ثم عادت السلسلة للمتابعة من العدد رقم 957 (الذي توقفت عنده في 2011) وذلك في أغسطس 2016. الكتاب الأول من السلسلة صدر في يونيو 1938 وضم شخصية سوبرمان التي صنعها كل من جيري سيغل وجو شوستر والذي يعتبر أهم كتاب قصص مصورة على الإطلاق كونه بدأ القصص المصورة عن الأبطال الخارقين.

## تاريخ النشر

### العصر الذهبي
شهد جيري سيجل وجو شوستر ولادة إبداعهما، سوبرمان (المعروف أيضًا باسم كال إيل، وكان اسمه في الأصل كال إل)، في أكشن كوميكس #1 في 18 أبريل 1938 (الغلاف مؤرخ يونيو)، وهو حدث بدأ به العصر الذهبي للقصص المصورة. حاول سيجل وشوستر لسنوات العثور على ناشر لشخصية سوبرمان - التي تصورها في البداية على أنها شريط صحفي. كان سوبرمان في الأصل مجنونًا أصلعًا ابتكره سيجل وشوستر واستخدم قدراته التخاطرية لإحداث الفوضى على البشرية. ظهر في مجلة المعجبين التي أسسها سيجل وشوستر بعنوان "قصص الخيال العلمي". ثم علق سيجل، "ماذا لو كان هذا سوبرمان قوة للخير بدلاً من الشر؟" كان الكاتب والفنان قد عملا على عدة ميزات لعناوين ناشيونال ألايديد للنشر الأخرى مثل سلام برادلي في "ديتكتيف كومكس". طُلب منهم المساهمة بميزة في أحدث إصدارات ناشيونال. لقد قدموا سوبرمان للنظر فيه. بعد إعادة لصق عينات شرائط الصحف التي أعدوها في شكل صفحة هزلية، قررت ناشيونال جعل سوبرمان غلاف مجلتهم الجديدة. بعد رؤية العدد الأول المنشور، رفض الناشر هاري دونينفيلد الشريط المميز باعتباره سخيفًا. أمر بعدم وضعه على غلاف السلسلة أبدًا. كشفت التقارير اللاحقة عن المبيعات القوية للعدد الأول والتحقيقات اللاحقة أن سوبرمان كان السبب. وبالتالي، عادت الشخصية إلى الأغلفة، لتصبح حضورًا دائمًا في العدد 19 وما بعده.
في البداية، كانت أكشن كوميكس مجلة مختارة تحتوي على عدة قصص أخرى بالإضافة إلى قصة سوبرمان. كان زاتارا، الساحر، إحدى الشخصيات الأخرى التي لها قصصها الخاصة في الأعداد الأولى. كان هناك البطل تكس تومسون، الذي أصبح في النهاية السيد أمريكا ثم الأمريكي كوماندو. تمتع المحارب بفترة طويلة في هذه السلسلة. تضمنت قصص ذات طبيعة أكثر فكاهية في بعض الأحيان، مثل قصص هاي فوت هنري، ضابط الشرطة الذي يتحدث القافية. شهدت السلسلة ظهور العديد من الشخصيات والسمات التي ستصبح عناصرًا راسخة في أساطير سوبرمان. ظهرت لويس لين لأول مرة في العدد الأول مع سوبرمان. "صبي المكتب" غير المسجل باسم والذي يرتدي ربطة عنقية يظهر لفترة وجيزة في القصة "مدير سوبرمان المزيف" المنشورة في أكشن كوميكس # 6 (نوفمبر 1938)، والتي يُدعى أنها ظهور جيمي أولسن الأول من قبل العديد من المصادر المرجعية.
ظهرت قوى خارقة جديدة لأول مرة للشخصية تشمل الرؤية بالأشعة السينية والسمع الخارق في العدد #11 (أبريل 1939)، والرؤية التلسكوبية والتنفس الخارق في العدد #20 (يناير 1940). قُدم ليكس لوثر، الشرير الذي سيصبح فيما بعد العدو اللدود لسوبرمان، في العدد #23 (أبريل 1940). اُنشئ توي مان الأصلي من قبل الكاتب دون كاميرون والفنان ايد دوبروتكا في العدد #64 (سبتمبر 1943). بحلول عام 1942، أصبح الفنان واين بورينج، الذي كان سابقًا أحد مساعدي شوستر، فنانًا رئيسيًا في سوبرمان.